# Pavel Přindiš
Pavel Přindiš (* 17. srpna 1961 Olomouc) je bývalý český a československý vodní slalomář, kajakář závodící v kategorii K1 a olympionik. Pracuje jako správce Areálu vodních sportů v pražské Troji.
Na mistrovstvích světa získal dvě bronzové medaile (K1 družstva – 1991, 1993). Startoval na Letních olympijských hrách 1992 v Barceloně, kde se umístil v závodě K1 na 24. místě.
Jeho synem je kajakář Vít Přindiš, první český vítěz v celkovém hodnocení světového poháru ve vodním slalomu na kajaku v kategorii K1 (2017), mistr světa a Evropy.